# فيخة كبيرة
فيخة كبيرة  قرية سوريّة تتبع إداريّاً لمحافظة حلب منطقة الباب ناحية تادف، بلغ تعداد سكانها 1,473 نسمة حسب التعداد السكاني لعام 2004.